# Maurice Gleize
Maurice Gleize est un réalisateur français, né le 4 avril 1898 à Enghien-les-Bains (Val-d'Oise), et mort le 5 novembre 1974 à Brive-la-Gaillarde (Corrèze).

## Filmographie

### Comme réalisateur
- 1923 : La Nuit rouge, coréalisé avec Maurice de Marsan
- 1924 : Le Chemin de Roseland
- 1924 : La Main qui a tué
- 1925 : La Justicière
- 1928 : La Madone des sleepings coréalisé avec Marco de Gastyne
- 1928 : La Faute de Monique avec notamment Esther Lekain
- 1929 : Tu m'appartiens !
- 1930 : Jour de noces
- 1931 : La Chanson des nations
- 1933 : C'était un musicien, coréalisé avec Friedrich Zelnik
- 1936 : Une poule sur un mur
- 1936 : La Course à la vertu
- 1938 : Légions d'honneur
- 1939 : Le Récif de corail, avec Jean Gabin et Michèle Morgan
- 1941 : Le Club des soupirants
- 1942 : L'Appel du bled
- 1943 : Graine au vent
- 1946 : Le Bateau à soupe
- 1950 : Et moi, j'te dis qu'elle t'a fait de l'œil
- 1951 : Le Passage de Vénus

### Comme directeur de production
- 1933 : Mirages de Paris de Fedor Ozep